# Micromartinia mnemusalis
Micromartinia mnemusalis är en fjärilsart som beskrevs av Walker 1859. Micromartinia mnemusalis ingår i släktet Micromartinia och familjen Crambidae. Inga underarter finns listade i Catalogue of Life.